# ماساهيرو كاواساكي
ماساهيرو كاواساكي (باليابانية: 川崎真弘؛ بالكانا: かわさき まさひろ) هو ملحن ياباني، ولد في 15 سبتمبر 1949 في كيتاكيوشو في اليابان، وتوفي في 4 مايو 2006 في إيناغه-كو في اليابان بسبب سرطان الكبد.

## وصلات خارجية
- ماساهيرو كاواساكي على موقع IMDb (الإنجليزية)
- ماساهيرو كاواساكي على موقع ميوزك برينز (الإنجليزية)
- ماساهيرو كاواساكي على موقع ديسكوغز (الإنجليزية)
- ماساهيرو كاواساكي على موقع قاعدة بيانات الفيلم (الإنجليزية)